# Grande Polonaise
La Grande Polonaise, op. 21 est une œuvre pour piano de Carl Maria von Weber composée en 1808. La partition porte la référence J. 59 dans le catalogue des œuvres du compositeur établi par Friedrich Wilhelm Jähns.

## Composition
Carl Maria von Weber compose la Grande Polonaise en juin 1808. L'œuvre, contemporaine du Momento capriccioso, est dédiée à la soprano Margarethe Lang, une amie du compositeur dont il avait fait la connaissance un an plus tôt à Stuttgart.
La Grande Polonaise est publiée par les éditions Simrock à Francfort. Cette Polonaise seule rapporte un bénéfice de plusieurs milliers de florins. La partition porte les références op. 21, J. 59 dans le catalogue des œuvres du compositeur établi par Friedrich Wilhelm Jähns.

## Analyse
La Grande Polonaise, « pleine de brio », est en mi bémol majeur (Alla Polacca à 
), précédé d'un Largo en mi bémol mineur à 
.
Guy Sacre estime que cette partition « n'a pas toujours les moyens de son ambition. Plutôt que son pimpant refrain, griffé d'appogiatures, et un peu guindé, on retiendra le développement de son premier couplet, où ce même thème s'étoffe, module de façon imprévisible dans un souple environnement de doubles croches, ou encore dans le second couplet qui déferle  sous les accords martiaux de la main droite ». Pour John Warrack, « le caractère brillant de l'écriture pianistique peut enfin servir un véritable propos structurel, et acquiert donc plus de force ». 

## Discographie
- Weber — Piano music vol. 2 par Alexandre Paley, CD Naxos 8.550989 (du 10 au 15 janvier 1994)

### Ouvrages généraux
- Adélaïde de Place et François-René Tranchefort (dir.), Guide de la musique de piano et de clavecin, Paris, Fayard, coll. « Les Indispensables de la musique », 1987, 870 p. (ISBN 978-2-213-01639-9), p. 829-833.
- Guy Sacre, La musique pour piano : dictionnaire des compositeurs et des œuvres, vol. II (J-Z), Paris, Robert Laffont, coll. « Bouquins », 1998, 2998 p. (ISBN 978-2-221-08566-0), p. 2934-2950.

### Monographies
- Jean-Luc Caron et Gérard Denizeau, Carl Maria von Weber, Paris, bleu nuit éditeur, coll. « horizons » (no 73), 2019, 176 p. (ISBN 978-2-358-84087-3).
- John Warrack (trad. Odile Demange), Carl Maria von Weber, Paris, Fayard, 1987, 480 p. (ISBN 978-2-213-01979-6).